# Siphonodentalium lobatum
Siphonodentalium lobatum är en blötdjursart som först beskrevs av Sowerby 1860.  Siphonodentalium lobatum ingår i släktet Siphonodentalium och familjen Gadilidae. Inga underarter finns listade i Catalogue of Life.